# Ctenomys magellanicus dicki
El tuco tuco de la Isla Riesco (Ctenomys magellanicus dicki) es una de las subespecies en que se divide la especie de roedor denominada comúnmente tucotuco de Magallanes (Ctenomys magellanicus), integrante del género Ctenomys. Habitaba en el extremo austral del Cono Sur de Sudamérica; se encuentra extinta.

## Taxonomía y distribución
Este taxón fue descrito originalmente en el año 1943 por el zoólogo estadounidense Wilfred Hudson Osgood.
La localidad tipo es: “Estancia Ponsonby, extremo nororiental de la isla Riesco, provincia de Magallanes, sur de Chile, en las coordenadas: 52°50′S 71°45′W”.

## Hábitat
Esta subespecie habitaba en el frío bosque austral y matorrales aledaños, con especies como Senecio sp., Berberis empetrifolia, Berberis microphylla, Chiliotrichium diffusum, Baccharis magellanica y Empetrum rubrum, etc. Vivía a escasa altitud, desde el nivel marino hasta no superar los 150 m s. n. m.  Su dieta se componía muy especialmente de raíces de gramíneas.

## Conservación
Dado que repetidos intentos de volverla a encontrar en su ambiente resultaron infructuosos, el comité chileno que definió su categoría de conservación, según el “Reglamento de Clasificación de Especies Silvestres” (RCE), lo categorizó como taxón: “extinto”.